# Stativ

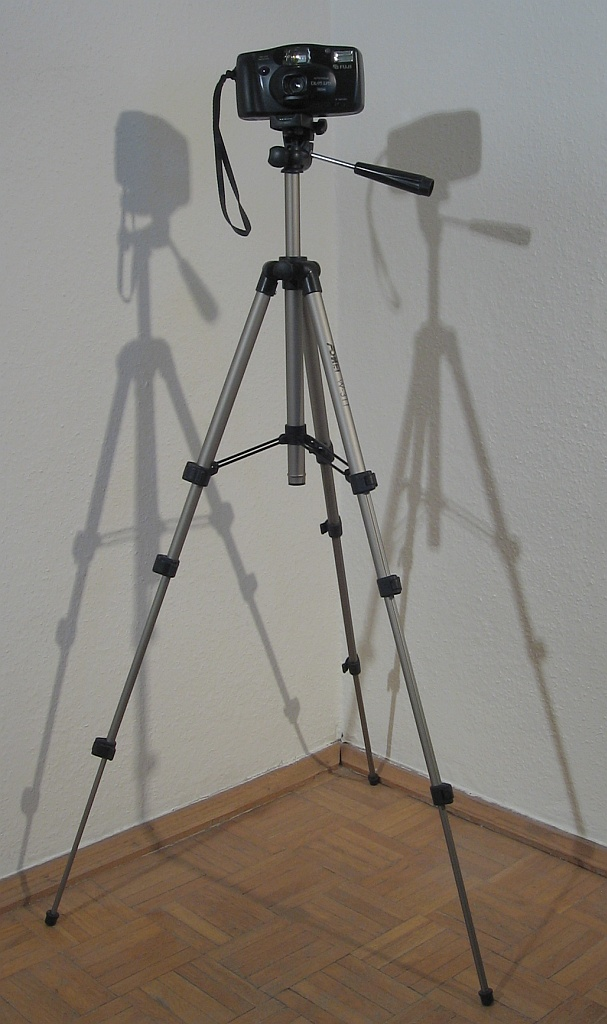
Fotoaparát na stativu

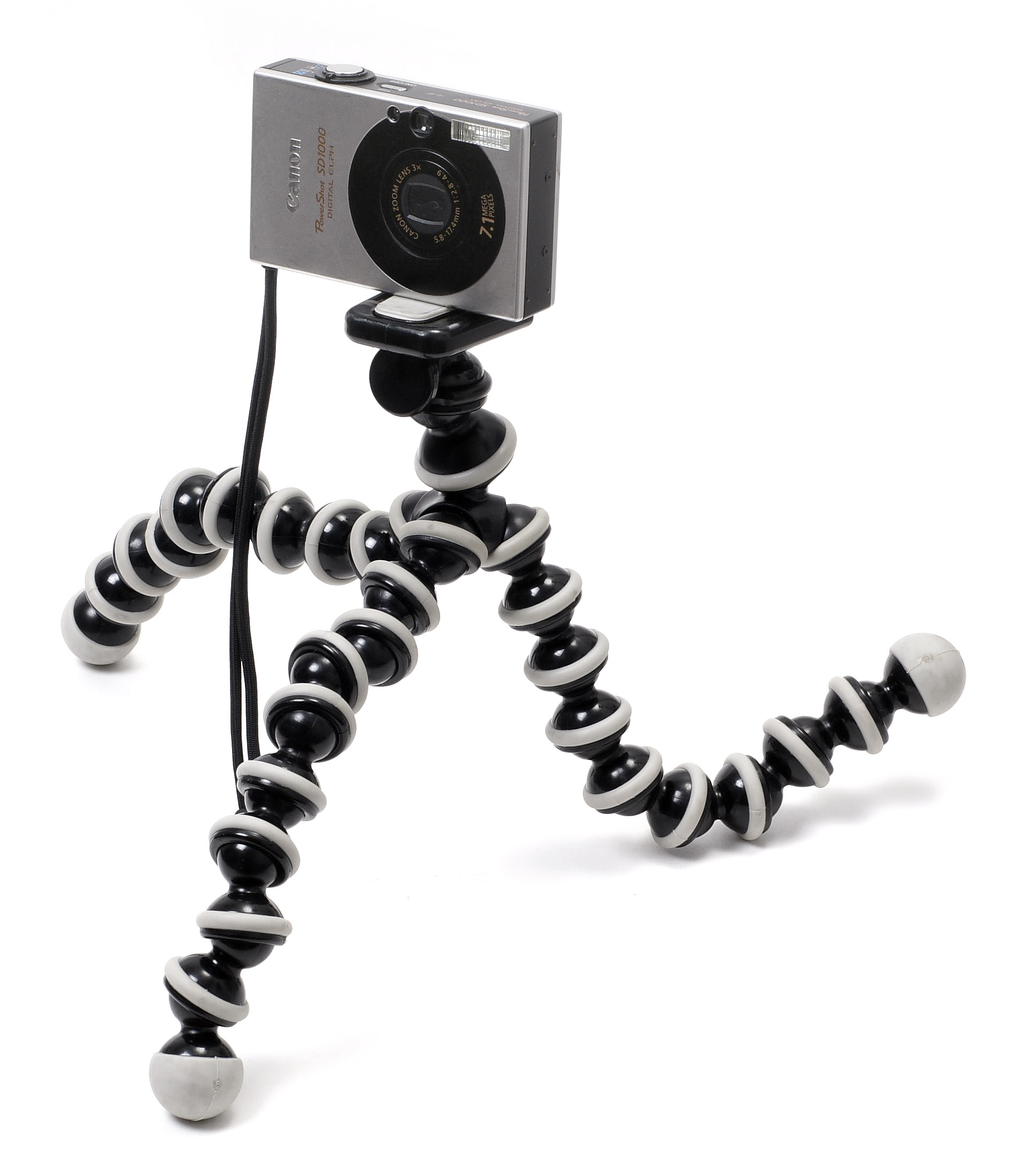
Stativ typu husí krk Gorillapod

Stativ nebo fotografický stojan je speciální stojan, používaný v řadě oborů, kde je třeba zajistit dočasnou stabilní polohu nějakého zařízení. Významnými obory, kde se často užívá stativu jsou fotografie, film, geodézie či astronomie.
Stativ má obvykle podobu trojnožky, na jejímž vrcholu je možné standardizovaným způsobem uchytit požadované zařízení. Stativů však existuje mnoho různých typů.

## Fotografický stativ
Dne 1. května 1896 Robert Fell patentoval skládací třínohou stoličku použitelnou jako stativ.
Fotografický stativ má prakticky vždy podobu trojnožky. Je proto také jinak nazýván tripod. V minulosti byl vyráběn ze dřeva, v současné době převažují hliníkové slitiny, plasty, nebo (u profesionálních stativů) uhlíková vlákna. Na vrchu stativu je stativová hlava.
V případech, kdy stavění a přenášení trojnohého stativu není možné, jej částečně nahradí stativ jednonohý - monopod.
Stativ musí umožnit nastavení fotoaparátu ve zvoleném úhlu. To umožňuje stativová hlava, která se upevňuje na horní část stativu, u menších a levnějších stativů bývá přímo jejich součástí. Nejčastěji jsou hlavy s kulovým kloubem, který umožňuje pohyb ve třech osách současně, a tříosé či třícestné hlavy, kde se pohyb v každé ose utahuje zvlášť. Fotoaparát se k hlavě upevňuje přímo šroubem nebo se využívá rychloupínací destička. Destička přišroubovaná k fotoaparátu, která se zasazuje do adaptéru na stativové hlavě, umožňuje pohodlnější upínání a sundavání aparátu. Malé stativové hlavy a malé a středně velké fotoaparáty se upevňují zpravidla stativovým šroubem o velikosti 1/4 palce (cca 6 mm), druhý, větší používaný šroub je o rozměru 3/8 palce (cca 9 mm). Některé staré studiové fotoaparáty na velký formát byly do stativu přímo vestavěny.
Fotografický stojan může ve fotografickém ateliéru nebo exteriéru sloužit k upevnění studiového osvětlení neboli studiových záblesků. Stojan může být libovolně přesunován bez ohledu na fotoaparát a může být napájen z elektrické sítě nebo ze silného akumulátoru.

### Kdy použít stativ
Pro kvalitní snímky by se stativ měl používat vždy, když je to možné. Přijatelně ostré snímky pořídí zkušený fotograf při focení z ruky s 35mm formátem filmu s časem expozice přibližně ve velikosti převrácené hodnoty ohniskové vzdálenosti objektivu. Tedy pro 35mm formát a objektiv s ohniskem 50 mm přibližně čas 1/50 sekundy. Delší ohnisko vyžaduje kratší čas, širokoúhlé objektivy naopak umožňují delší čas, např. objektiv typu rybí oko s ohniskovou vzdáleností 8 mm umožňuje fotografovat dostatečně ostré snímky s časem 1/10 sekundy. Pro menší formáty (digitální kompakty) je potřeba použít kratší čas a obráceně.
Bez stativů se neobejde ani profesionální kinematografie, kdy velké a rozměrné filmové kamery nebo i televizní kamery není možné držet v ruce.

### Alternativy
- bean bag – sáček se sypký materiálem, který funguje jako plastická podložka umožňující zvolit úhel focení
- použití napnutého provázku, přivázaný za objektiv, druhý konec zašlápnutý nohou[2]
- improvizace, například využití libovolné tyče, smetáku apod. jako monopodu

### Historie
- 1896 – 1. května Robert Fell patentoval skládací třínohou stoličku použitelnou jako stativ.[1]

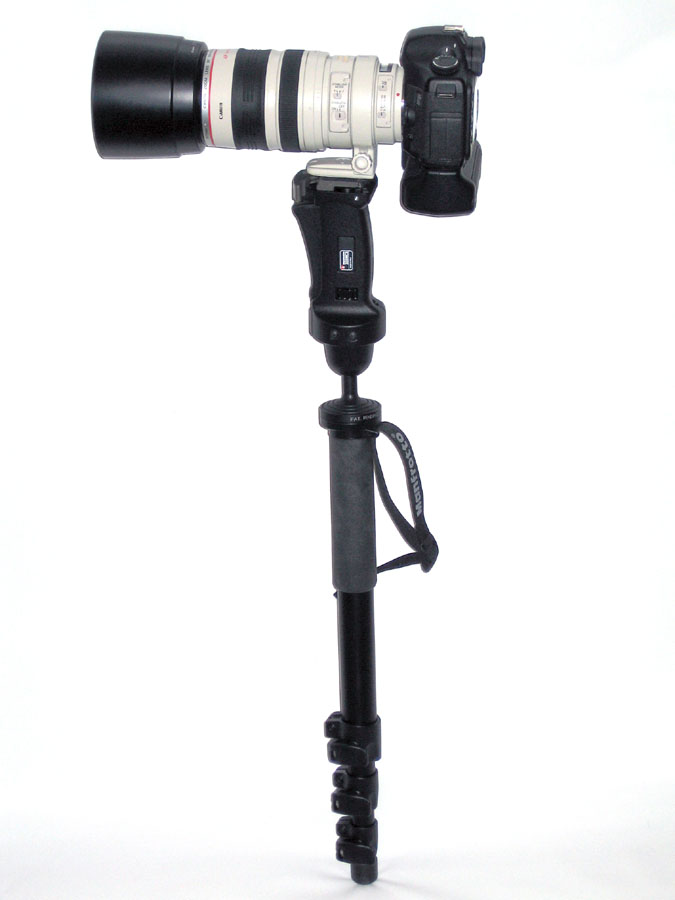
Složený monopod s fotoaparátem
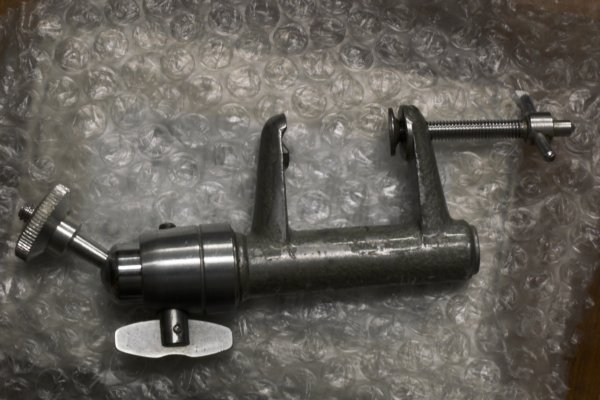
Svorkový stativ pro speciální použití
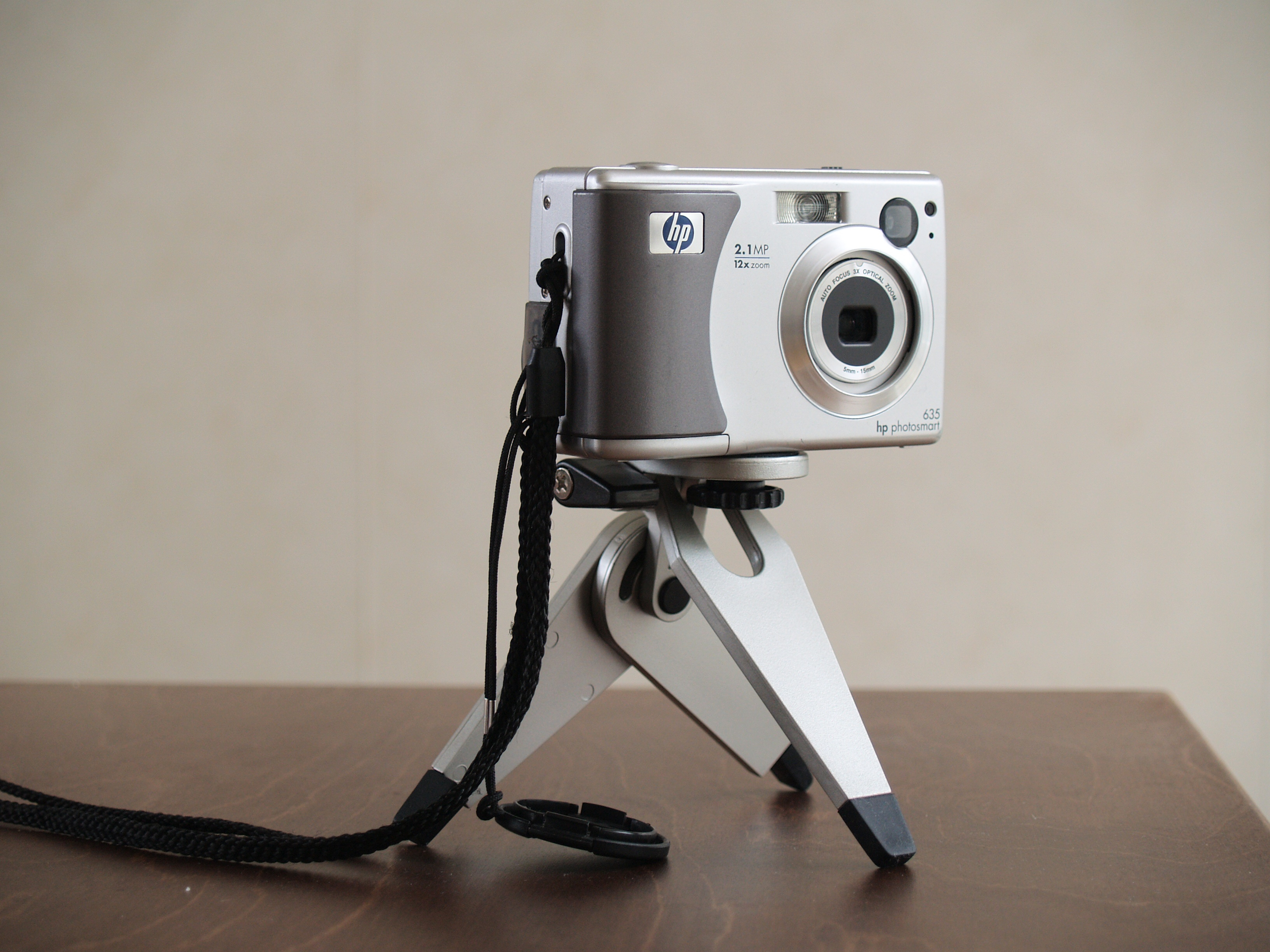
Ministativ pro lehké a malé kompaktní fotoaparáty
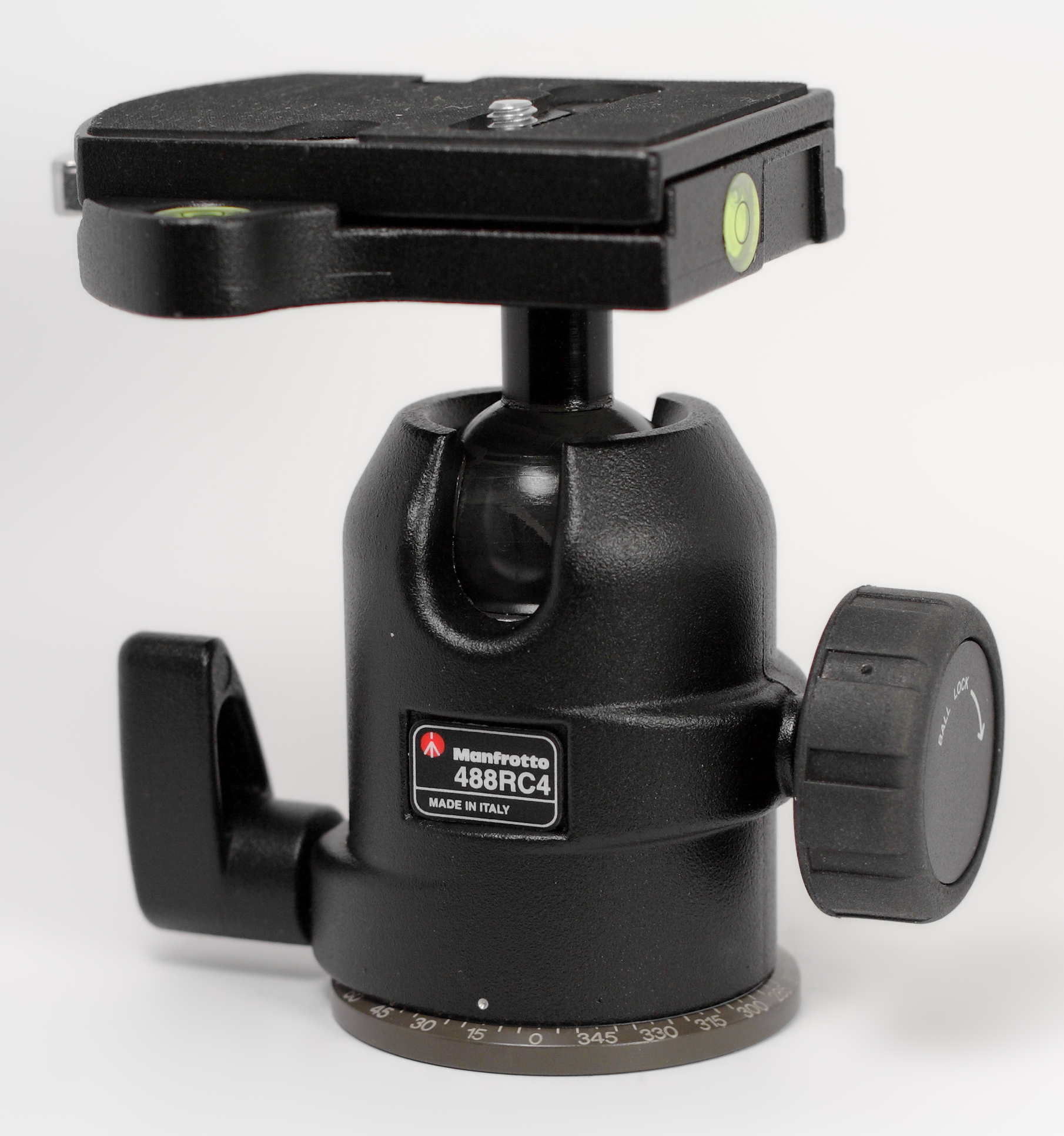
Kulová stativová hlava
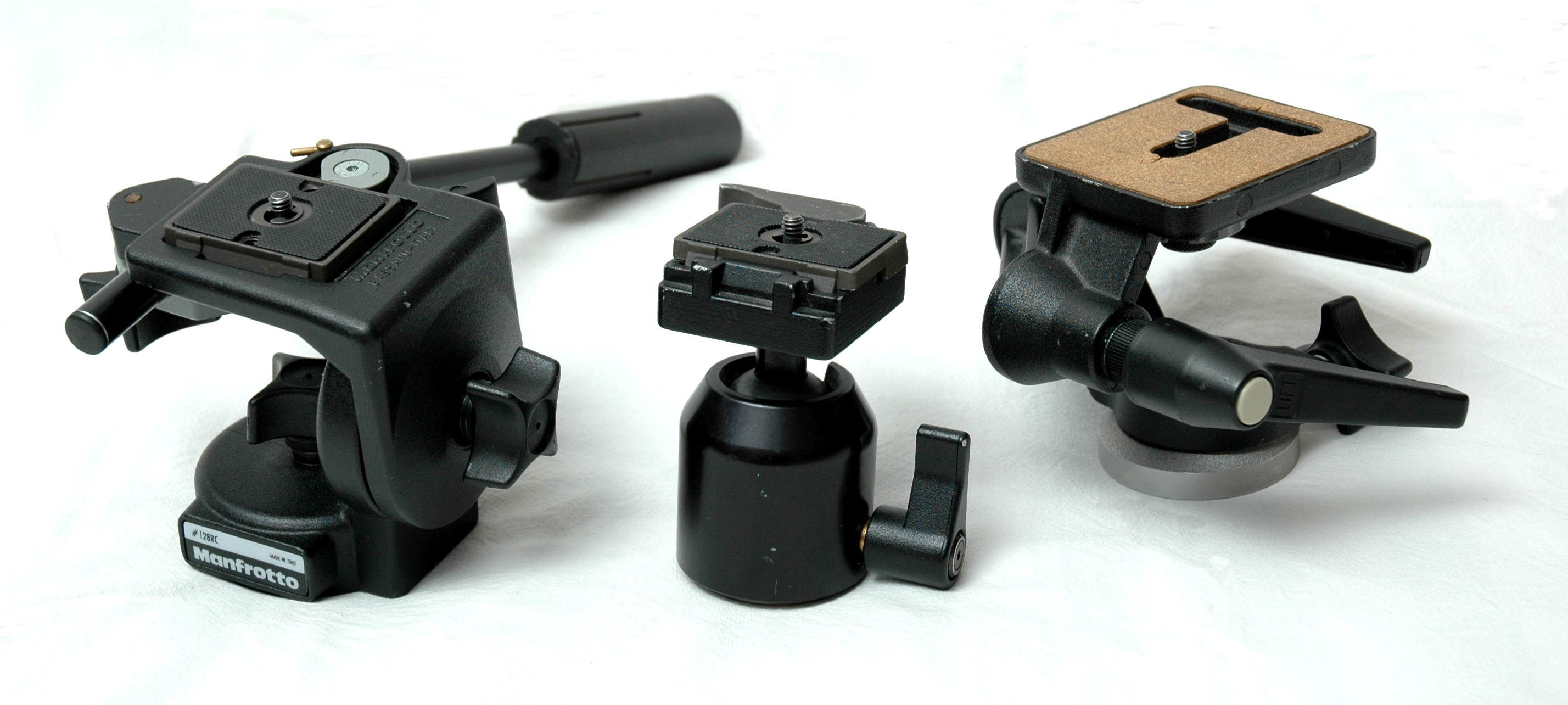
Různé typy stativových hlav
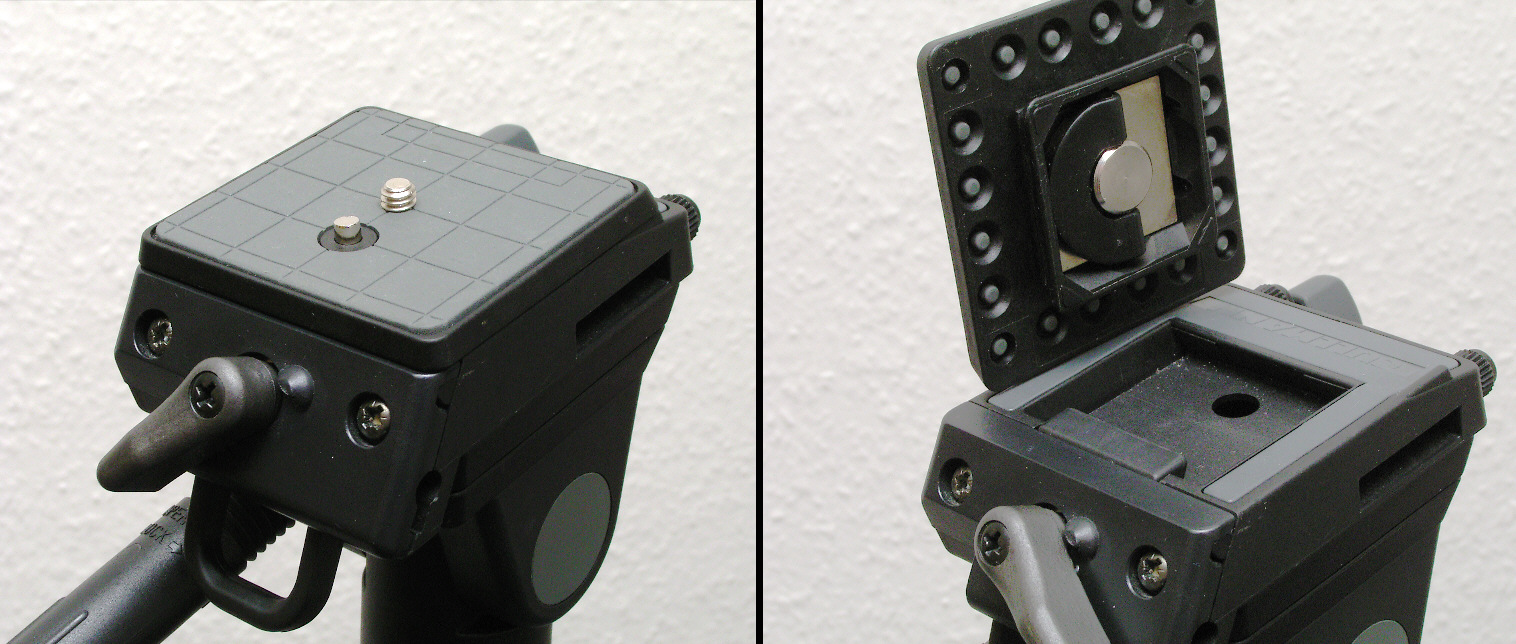
Rychloupínací destička
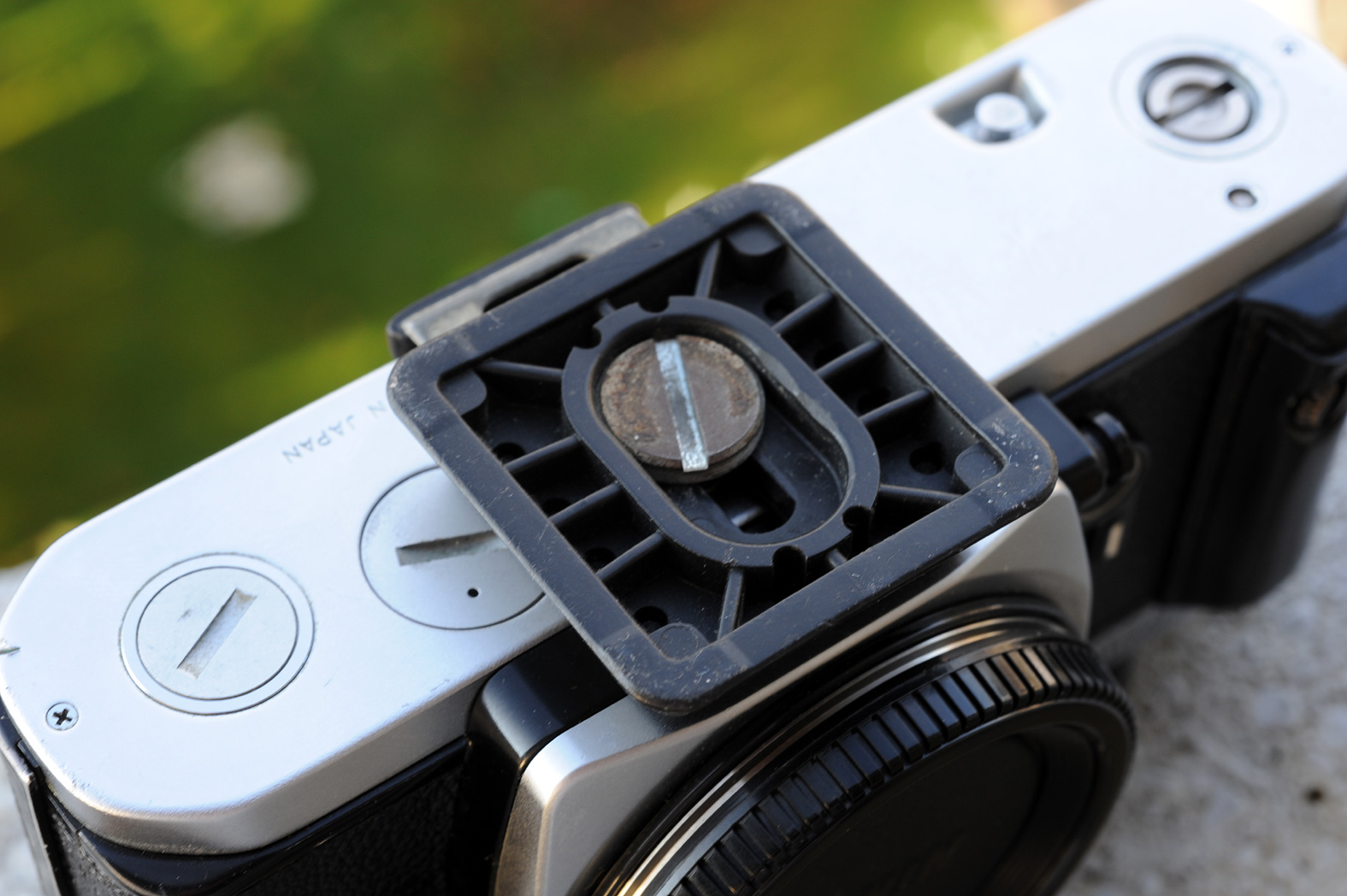
Rychloupínací destička přišroubovaná na fotoaparátu